# تمكين الشباب
تمكين الشباب هي عملية يتم فيها تشجيع الأطفال والشباب لأخذ زمام حياتهم، ويتم ذلك عن طريق معالجة حالتهم ومن ثم اتخاذ إجراء حيال ذلك لتحسين وصولهم إلى الموارد التي يحتاجونها وتغير إدراكهم للأمور عن طريق إيمانهم وقيمهم وتصرفاتهم. ويهدف تمكين الشباب إلى تحسين العدالة من خلال المشاركة في برامج تمكين الشباب. وقال العلماء بأن تطبيق حقوق الأطفال يجب أن تتعدى معرفة الحقوق القانونية والإجراءات المحددة، فهناك أعداد كبيرة من نماذج تمكين الشباب يتم تطبيقها للوصول لهذا الهدف. فتمكين الشباب مبادرة تجرى في جميع أرجاء العالم وتقودها منظمات غير ربحية أو المنظمات الحكومية أو المدارس أو المنظمات الخاصة.
وتختلف عملية تمكين الشباب عن تنمية الشباب وذلك لأن عملية التنمية تركز على تنمية الأفراد بينما عملية التمكين تركز على خلق مجتمع أكبر يغير من الاعتماد على تنمية قدرات الأفراد.
حركة التمكين تشمل تمكين الشباب ومنبعها وقابليتها للاستمرار واكتسابها زخما وطابعا مؤسسيا. وعادة ما يتم اعتبار تمكين الشباب على أنه بوابة للإنصاف بين الأجيال والمشاركة المدنية وبناء الديمقراطية. وقد تركز النشاطات على تلك الأنشطة التي يقودها شباب من وسائط الأعلام وحقوق الشباب ومجالس الشباب ونضال الشباب والشباب المرتبط بالمجتمع وصنع القرارات وسبل أخرى.

## نظرية التمكين
تركز نظرية التمكين على العمليات التي تمكن المشاركة وتعزيز سيطرتهم من خلال اتخاذ القرارات المشتركة؛ وخلق فرص
للتعلم، والممارسة، وزيادة المهارات، مشيرة إلى أن إشراك الشباب في أنشطة مقبولة اجتماعياً، وهادفة، معززة من نشاط
المجتمع الذي يقوده الشباب أنفسهم، سيساعدهم على اكتساب المهارات والمسؤوليات والثقة الضرورية لكي يصبحوا بالغين
منتجين وسالمين.

## أنواع التمكين
يتناول تمكين الشباب ستة أبعاد مترابطة: النفسية والمجتمعية والتنظيمية والاقتصادية والاجتماعية والثقافية. فالتمكين النفسي
يعزز وعي الفرد، والأيمان بالكفاءة الذاتية، والوعي والمعرفة بالمشاكل والحلول، وكيف يمكن للأفراد معالجة المشاكل التي
تضر بجودة حياتهم ويهدف هذا البعد إلى خلق الثقة بالنفس وإعطاء الشباب المهارات اللازمة لاكتساب المعرفة، ويركز
التمكين الاجتماعي على تعزيز المجتمع من خلال تنمية المهارات القيادية، وتحسين التواصل، وإنشاء شبكة من الدعم المجتمعي
والتصدي للشواغل، بينما يهدف التمكين التنظيمي إلى خلق قاعدة من الموارد للمجتمع، بما في ذلك المنظمات التطوعية،
والنقابات، وتكوين الجمعيات التي تهدف إلى حماية وتعزيز الدفاع عن الضعفاء، أما التمكين الاقتصادي فيعلم مهارات تنظيم
المشاريع، وكيفية أخذ الملكية لممتلكاتهم وكيفية الحصول على دخل أمن، ويعلم التمكين الاجتماعي الشباب على الاندماج مع
المجتمع ومحو الأمية، فضلا عن مساعدة الأطفال على العثور على الموارد اللازمة للمبادرة في مجتمعاتهم، ويهدف التمكين
الثقافي إلى إعادة الممارسات الثقافية وإعادة تعريف القواعد والمعايير الثقافية للشباب ومن خلال أبعاد التمكين هذه، يمكن أن
تقام البرامج على تمكين الشباب في جانب واحد أو أكثر من جوانب حياتهم. .

## أهداف التمكين
تهدف برامج تمكين الشباب إلى خلق نوعية حياة أكثر صحية للشباب المحرومين أو من يعاني من خطر الحرمان.
وهناك خمس كفاءات يمتلكها الشباب الأصحاء وهي: (1) روح التعامل الإيجابي مع الذات، (2) ضبط النفس، (3) مهارة
صنع القرار، (4) مجموعة من نظم المعتقدات والقواعد الأخلاقية، (5) الترابط المؤيد للمجتمع.
فالتدخلات الإنمائية والبرامج المعدة تركز على هذه المؤهلات التي تحدد النتائج الايجابية الصحية للشباب.

## قياس التمكين
وعلى مدى العقدين الماضيين، انبثقت أهمية جودة الحياة لتقييم نجاح برامج التمكين والتي تستخدم كهدف ومؤشر للفعالية، ومع
ذلك فإنه لا يوجد تعريف موحد لجودة الحياة، فجودة حياة الشخص تعتمد على تقييم شخصي لجوانب حياة الفرد نفسه.

## سياقات إيجابية للتنمية
تزدهر برامج تمكين الشباب في الأوضاع الإنمائية الإيجابية، فالإعدادات التنموية الإيجابية تعزز من كفاءة الشباب وثقتهم
ومعارفهم.
هناك سمتان من سمات الشباب التنموية الإيجابية وهي العلاقات الداعمة والدعم للفعالية والأهمية، فالعلاقات الداعمة هي
العلاقات بين الشباب والبالغين غير الأقرباء الذين يعززون تثقتهم ومراعاتهم بينما يركز دعم الفعالية والأهمية على فعالية
الشباب والعناصر المفيدة لتغيير مجتمعاتهم وصنع القرار الجماعي وسماع واحترام البالغين لأصواتهم.

## برامج تمكين الشباب
هناك أنواع مختلفة من برامج التمكين في جميع أنحاء العالم التي تمكن الشباب من خلال العديد من التكتيكات والبرامج المختلفة
ويمكن أن تنفذ البرامج في مجموعة متنوعة من الإعدادات. تنفذ غالبية البرامج في أكثر من وضع، وهو ما قد يكون عاملا
رئيسيا لنجاحها. والنتائج المفيدة لبرامج تمكين الشباب هي تحسين المهارات الاجتماعية وتحسين السلوك وزيادة الإنجاز
الأكاديمي وزيادة احترام الذات وزيادة الكفاءة الذاتية.
وهناك برامج تهدف فقط إلى تمكين النساء والفتيات الصغيرات بغض النظر عن الأهداف أو الأساليب المحددة.
آثار التمكين تشمل تحسين رفاه المرأة، واحترام الذات، والكفاءة الذاتية، وتعزيز الوضع الاجتماعي من خلال تدريس المهارات الفنية والتنظيمية.وهناك برامج تميكن الشباب تهدف إلى الحد من الفقر. ومستويات المعيشة لمن يعيشون في فقر ويعانون من الحرمان فيما
يتعلق بالغذاء والموارد والتعليم اخذه في الانخفاض. وتهدف البرامج إلى تمكين الشباب الفقراء والعمل على حماية أو تعزيز
سبل كسب العيش.
وهناك أيضا حركات تمكينيه تستخدم نموذج العمل الاجتماعي، تهدف إلى تمكين الأشخاص المحرومين وتنظيمهم وتعليمهم
حتى يتمكنوا من إحداث التغيير
وتدعو هذه البرامج إلى مواجهات بناءة لتعزيز القوة الاجتماعية للأشخاص الذين يعتبرون محرومين. وهناك نموذج خامس
يركز على تأكيد الكفاءة والثقة والشخصيات الملائمة والعلاقات والرعاية، وأضيف لاحقاً نموذج سادس للمساهمة في المجتمع
ويركز هذا النموذج بشكل رئيس على المشاركة كعلامة رئيسية للتنمية الإيجابية للشباب مؤكداً على ضرورة تعزيز المبادرة.
وتشكل الشراكات بين الشباب والكبار نوعا آخر من أساليب التمكين المستخدمة في جميع أنحاء العالم. وقد تم تعريف هذا النوع
على أنه عملية تنموية وممارسة اجتماعية وتشمل الشراكة أشخاصا من مختلف الأعمار يعملون معًا على قضايا المجتمع لفترة
من الزمن.
وتركز هذه الطريقة على المعاملة بالمثل بين البالغين والشباب واتخاذ القرارات المشتركة والتعلم المعاكس. ومفهوم التحكم
المشترك هو المفتاح لتمكين الشباب.
كما تم استخدام تمكين الشباب كإطار لمنع العنف ضد الشباب والحد منه. وأظهرت البحوث أن برامج تمكين الشباب يمكن أن
تحسن مهارة تجنب النزاعات وحلها، ورفع مهارة القيادة الجماعية، والفعالية المدنية وتحسين الهوية العرقية والحد من الصراع
العنصري.

## أمثلة على برامج تمكين الشباب
هناك برامج تمكين مختلفة في جميع أرجاء العالم وتركز على مجموعات واسعة من الأمور المختلفة وهذه القائمة ليست شاملة
ولم يتم توثيق أو نشر الحالات غير الناجحة بعناية في الدراسات الحالية في ناميبيا، هناك برنامج تمكين واحد مشهور وهو«أباريق الأمل» ويهدف إلى الحد من ضعف مناعة الشباب، ومرض الإيدز
من خلال التعليم والتوعية فضلاً عن مشاريع أمن الدخل ويتم هذا البرنامج عن طريق التثقيف وتوفير المشورة لمن يعيشون
في المناطق الريفية ولا يستطيعون الوصول إلى الموارد مركزة على التمكين التنظيمي في المجتمع.
الانتماء

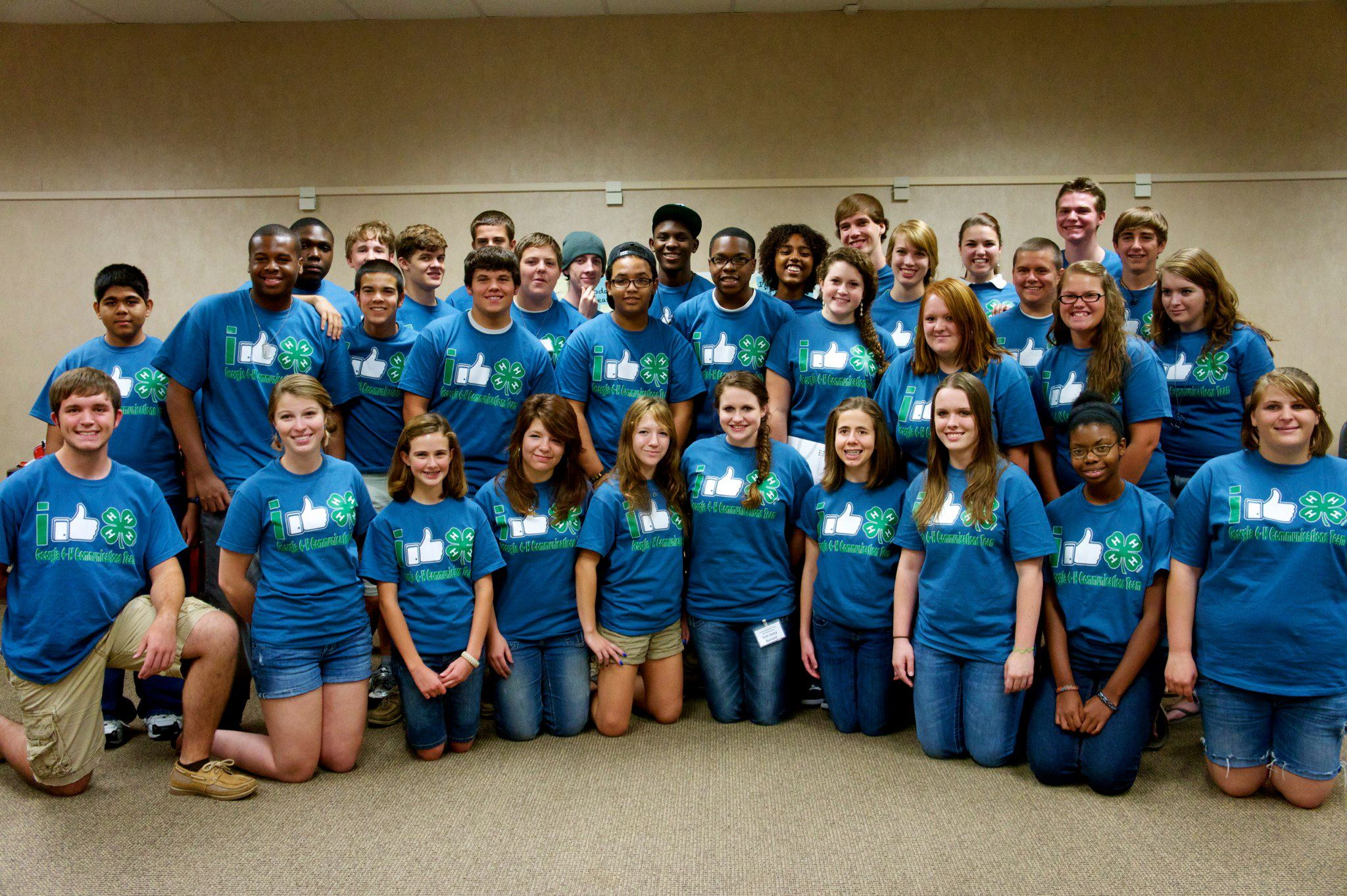
منظمة الانتماء لتمكين الشباب في الولايات المتحدة الأمريكية

وهو مثال للتمكين الاجتماعي الذي يركز على الأبعاد الاقتصادية والاجتماعية وهذا البرنامج يساعد على بناء المهارات
المتطلبة للتغلب على العواقب الاقتصادية والاجتماعية مع الاعتراف بأهيمه التعليم الذاتي. برنامج هـ-4 «الانتماء» يركز على
تمكين الشباب للتفكير بعمق والتواصل عن طريق الحدود الثقافية وقيادة الآخرين
لدى الولايات المتحدة العديد من برامج التنمية، ومنها برنامج تمكين الشباب كما انها تقدم الدعم لوضع السياسات الوطنية
المحيطة بالتمكين في المناطق الخمس ويقومون بذلك عن طريق توفير التوجيه في مجال السياسات القائمة على الادلة وتقديم
الدعم للبرامج من خلال تشجيع المشاركة النشطة للشباب في المجتمع.
ويشجع برنامج الأمم المتحدة الإنمائي مشاركة الشباب في الحكم الفعال الديمقراطي والتمكين الاقتصادي للشباب وتعزيز
مشاركة الشباب في بناء القدرة على الصمود في مجتمعاتهم وإشراكهم في خطة التنمية المستقبلية متضمناً المشاورات
والمناقشات.
وتدرس برامج الأمم المتحدة لتمكين الشباب في جميع الأبعاد الأربعة لتمكين الشباب ساعية إلى تحسينها جميعًا
و لدى الوكالة الأمريكية للتنمية الدولية برامج لتمكين الشباب والتي أنشئت في جميع أنحاء العالم هادفة إلى المشاركة المدنية
والحصول على الموارد وفرص التعليم والعمالة
للحصول على قائمة أكثر شمولا: قائمة منظمات تمكين الشباب

## مشاركة الحكومة في التمكين
عادة ما يعتبر تمكين الشباب بوابة لتحقيق الإنصاف بين الأجيال والمشاركة المدنية وبناء الديمقراطية. وتوفر الوكالات الحكومية المحلية والولائية والإقليمية والوطنية والدولية والمنظمات غير الربحية المجتمعية برامج تركز على تمكين الشباب
ويمكن أن تركز الأنشطة المعنية فيها على وسائط الإعلام التي يقودها الشباب، وحقوق الشباب، ومجالس الشباب، ونشاط
الشباب، ومشاركة الشباب في صنع القرارات المجتمعية وسائل أخرى.
كل حزب سياسي كبير في الولايات المتحدة، بما في ذلك الجمهوريين، والديمقراطيين، والحزب الأخضر، فضلا عن العديد من
كبرى الدول الأوروبية والأفريقية وأمريكا الجنوبية (بيرو)، والأحزاب السياسية الأسترالية لديهم تصريحات تدعم تمكين
الشباب. ويمثل تمكين الشباب أيضا المبادئ الأساسية لاتفاقية الأمم المتحدة لحقوق الطفل التي وقع عليها كل بلد في العالم
(باستثناء الولايات المتحدة وجنوب السودان).

## الولايات المتحدة
يتم تمكين الشباب في المنازل وفي المدارس عن طريق منظمات الشباب، وصنع السياسات الحكومية، وتنظيم حملات
المجتمعات المحلية. وتشمل الأنشطة الهيكلية الرئيسية التي يمارس فيها تمكين الشباب في جميع أرجاء المجتمع اتخاذ القرارات
المجتمعية، والتخطيط التنظيمي، وإصلاح التعليم وتشمل الأنشطة التعليمية التي تشير إلى تمكين الشباب كهدف التعلم القائم على
الطالب، والتعليم الشعبي، وتعلم الخدمة. وغالبا ما تعلن المدارس الحرة والمؤسسات الإعلامية التي يقودها الشباب عن نيتها
في تمكين الشباب، بالإضافة إلى صوت الشباب، وتنمية الشباب المجتمعي، وبرامج قيادة الشباب.
و يدرس تمكين الشباب من قبل مجموعة متنوعة من العلماء بما في ذلك شون جينوريت، وهنري جيرو، وباري تشيكواي، و
مايك ماليس وماركزيمرمان. وأبرزت أبحاثهم من خلال الدعوة من الناشطين البارزين مثل ويليام أوبسكي ويمسات، أليكس
كوروكناي-باليتش، سالومي تشاسنوف وآدم فليتشر.

## جمهورية إيرلندا
قالب:المقال الرئيسي: كومهيرل نا نوغ
وفي عام 2002، أنشئت جمعية كومهيرل نا نوغ في كل منطقة سلطة محلية كجزء من الاستراتيجية الوطنية للأطفال.
كومهيرل نا نوغ هو مجلس الشباب الأيرلندي
وتشجع هذه المجالس على إشراك الشباب في جميع نواحي الحياة ومعالجة القضايا المحلية التي تؤثر عليهم، وتديره مجالس
المقاطعات أو المجالس المحلية التابعة لمكتب وزير شؤون الأطفال والشباب، وهي منظمة سياسية معترف بها من قبل الحكومة
الايرلندية. وكامتداد لجمعية كومهيرل نا نوغ التنفيذية الوطنية فأن لديها عضو مجلس شباب واحد من كل فرع للجمعية، وتعالج
القضايا المهمة للشباب والتي يرشحونها أنفسهم في اجتماع الجمعية كل عامين.
ويتاح للهيئة التنفيذية الوطنية في كومهيرل نا نوغ الفرصة للتعبير عن وجهات نظرها في شكل تقرير بحثي، وحملة إعلانية،
ومؤتمرات، وحلقات دراسية، وعرض هذه الآراء لصانعي السياسات.

## كومنولث
وقع أعضاء أمم الكومنولث من 53 بلد على خطة عمل خاصة بالكومنولث لتمكين الشباب في عام (2007-2015). وتدعم
خطة العمل برنامج شباب الكومنولث. ويتم تعريف الكومنولث بـ " تمكين الشاب عندما يقر بأن لديه أو يمكنه أن يتخذ خيارات
في الحياة، مدركاً لآثار تلك الخيارات، مستنيرا بحرية أتخاذ قرار متقبلاً عواقبه. وتمكين الشباب يعني خلق ودعم الظروف
المواتية التي يمكن للشباب بموجبها أن يتصرفوا بأنفسهم، وبشروطهم الخاصة، وليس بتوجيه من الآخرين "
وقد وضعت أمانة الكمنولث خطة عمل لتمكين الشباب، وذلك بالتعاون الوثيق مع وزراء الشباب والشباب أنفسهم. وهو ما
يشجع على إدماج الشباب في الأنشطة متضمناً ثلاثة عشر نقطة عمل للحكومات. وأولها: "وضع وتنفيذ تدابير لتعزيز حق
الشباب في الحصول على حق الاقتراع الاقتصادي"عن طريق مجموعة من التدابير التي تتراوح بين التعليم الجزئي وريادة
الأعمال وذلك من خلال استعراض التخطيط الاقتصادي الكلي ونظم التجارة وكيفية تأثيرها على الشباب. وتتناول نقاط العمل
الأخرى المساواة بين الجنسين، وفيروس نقص المناعة البشرية (الإيدز)، والتعليم، والبيئة، ومشاركة الشباب في صنع القرار،
والديمقراطية وحقوق الإنسان..

## فوائد التمكين
عندما يشترك الشباب في برامج التمكين القائمة، فإنهم يرون مجموعة متنوعة من المنافع وبذلك أصبحت ممارسات مشاركة
الشباب وتمكينهم جزءا لا يتجزأ من الثقافة التنظيمية ومن ثقافة المجتمع بالإضافة إلى ذلك فأن البالغون والمنظمات تستفيد
أيضا من برامج التمكين فكلاهما أصبح أكثر ارتباطا واستجابة للشباب في المجتمع، وهو الأمر الذي يؤدي إلى تحسينات في
البرامج فضلا عن زيادة نسبة مشاركة الشباب..

## انتقادات تمكين الشباب
ومن أشهر الانتقادات لتمكين الشباب هو أن هذه البرامج تأخذ نهج التركيز على المخاطر وما يسير بشكل خاطئ في حياة
الشباب بدلاً من التركيز على ما هو جيد وهذا يعكس صورة الشباب على أنهم مشكلة تحتاج لإصلاح. وتعرف عملية التنميةعلى أنها عملية تهدف إلى التغلب على المخاطر وهذا قد يثني الشباب عن الانضمام إلى هذه البرامج بسبب البرنامج القائم على
الحد من المخاطرة حاجباً حقيقة المراهقة وهو الوقت الذي يتقن فيه الشباب مهاراتهم ويغرسون مبادئهم..